# محاكمة 7 من شيكاغو
محاكمة 7 من شيكاغو (بالإنجليزية: The Trial of the Chicago 7)‏ هو فيلم دراما إنتاج سنة 2020،من إخراج آرون سوركين ،الفيلم يحكي قصة شيكاغو سيفن وهم مجموعة من الأشخاص تظاهروا ضد حرب فيتنام وتمت محاكمتهم بتهم التآمر وتعدي الخطوط الحمراء للدولة وإثارة الشغب خلال المؤتمر الوطني الديمقراطي عام 1968
بشيكاغو.
الفيلم من بطولة يحيى عبد المتين الثاني،ساشا بارون كوهين،دانيال فلاهرتي،جوزيف غوردون-ليفيت،مايكل كيتون،فرانك لانجيلا،جون كارول لينتش،إيدي ريدماين،مارك رايلانس،أليكس شارب وجيرمي سترونغ.
كان من المقرر عرض الفيلم في صالات السينما لكن بسبب جائحة كورونا تم بيع حقوق الفيلم لشركة نيتفليكس، من المقرر عرض الفيلم على شبكة نيتفليكس يوم 16 أكتوبر 2020.

## روابط خارجية
- الموقع الرسمي
- محاكمة 7 من شيكاغو على موقع IMDb (الإنجليزية)
- محاكمة 7 من شيكاغو على موقع ميتاكريتيك (الإنجليزية)
- محاكمة 7 من شيكاغو على موقع روتن توميتوز (الإنجليزية)
- محاكمة 7 من شيكاغو على موقع نتفليكس (الإنجليزية)
- محاكمة 7 من شيكاغو على موقع ألو سيني (الفرنسية)
- محاكمة 7 من شيكاغو على موقع أول موفي (الإنجليزية)
- محاكمة 7 من شيكاغو على موقع فيلمافينيتي (الإسبانية)
- محاكمة 7 من شيكاغو على موقع قاعدة بيانات الفيلم (الإنجليزية)
- محاكمة 7 من شيكاغو على موقع ليتربوكسد (الإنجليزية)
- محاكمة 7 من شيكاغو على موقع كينوبويسك (الروسية)

لم يتم العثور على روابط لمواقع التواصل الاجتماعي.